# Ciocalypta weltneri
Ciocalypta weltneri är en svampdjursart som beskrevs av Arnesen 1920. Ciocalypta weltneri ingår i släktet Ciocalypta och familjen Halichondriidae.
Artens utbredningsområde är havet utanför Marocko. Inga underarter finns listade i Catalogue of Life.